# Puchar Zdobywców Pucharów CONCACAF
Puchar Zdobywców Pucharów CONCACAF – coroczne rozgrywki piłkarskie toczone w latach 1991–1998. 
W każdej edycji Pucharu Zdobywców Pucharów brały udział drużyny piłkarskie ze wszystkich państw strefy CONCACAF, które były aktualnymi triumfatorami pucharów krajowych. Turniej był rozgrywany w latach 1991–1998, jednak w 1992 roku rozgrywki nie odbyły się, natomiast w latach 1996–1998 nie dokończono ich. Kontynuacją Pucharu Zdobywców Pucharów był Puchar Gigantów CONCACAF.

## Poszczególne edycje
| Rok  | Zwycięzca      | Drugie miejsce   |
| ---- | -------------- | ---------------- |
| 1991 | Atlético Marte | Comunicaciones   |
| 1992 | ——             | ——               |
| 1993 | Monterrey      | Real España      |
| 1994 | Necaxa         | Aurora           |
| 1995 | Tecos UAG      | Luis Ángel Firpo |
| 1996 | ——             | ——               |
| 1997 | ——             | ——               |
| 1998 | ——             | ——               |